# Walter Thoms
Walter Hugo Emil Thoms (* 16. August 1899 in Schippenbeil (Ostpreußen); † 7. August 1994 in Bammental bei Heidelberg) war ein deutscher Betriebswirt und NS-Funktionär.

## Leben
Thoms' Vater war Klempnermeister. Thoms besuchte die Mittelschule, sodann ein Lehrerseminar. An der Handelshochschule Königsberg (Ostpreußen) legte er 1924 das Examen als Dipl.-Kfm. ab, an der Handelshochschule Köln das Examen als Dipl.- Volksw. In Köln erfolgte 1926 auch die Promotion zum Dr. rer. pol. (Doktorvater: Erich Thiess).
Als wissenschaftlicher Assistent (Direktionsassistent) an der Handelshochschule Mannheim trat Thoms im Dezember 1932 in die NSDAP ein und habilitierte sich 1933 kurz vor deren Schließung und Überleitung auf die Universität Heidelberg. Dort war er von 1933 bis 1936 Privatdozent und ab 1. April 1936 bis 1939 außerordentlicher Professor. Thoms wurde 1939 Dekan der Staats- und Wirtschaftswissenschaftlichen Fakultät und war von 1940 bis 1945 ordentlicher Professor für Betriebswirtschaftslehre. 1946 wurde er entlassen.
Thoms war Vertrauensmann des Reichsdozentenführers sowie SD-Gutachter und wirkte führend im NS-Dozentenbund mit. 1941 regte er – ganz NS-konform – die Einrichtung eines Instituts für Großraumwirtschaft an, das sich mit der wirtschaftlichen Integration der im Weltkrieg besetzten Gebiete in das Deutsche Reich befassen sollte.
Von 1957 bis 1966 hatte er einen Lehrauftrag an der Wirtschaftshochschule Mannheim. Thoms war in der Humboldt-Gesellschaft aktiv und gestaltete 1974 das Festkolloquium mit. 1976 wurde er Vizepräsident der Humboldt-Gesellschaft für Wissenschaft, Kunst und Bildung, 1979 zum Ehrenmitglied ernannt. 1972 gründete er die Sokratische Gesellschaft mit.
Walter Thoms war schon vor dem Zweiten Weltkrieg Angehöriger der Corps  Palaio-Borussia Königsberg, Holsatia Berlin und Franco-Guestphalia Köln. 1955 wurde er Ehrenmitglied der Burschenschaft Hansea Mannheim.

## Schriften
- Nationalsozialistische Betriebswirtschaftslehre, in: Der praktische Betriebswirt 18, 1938
- Die funktionale Kontorechnung, 1959
- Die Zukunft der Unternehmung: die Überwindung d. Kapitalismus in der industriellen Arbeitswelt demokratischer Ordnung, Stuttgart 1975
- Die „dritte Ordnung“ der Ökonomie: der Laborismus, München 1988 ISBN 3-7844-7231-1
- Ökosophie: die Wissenschaft von der normativen Ökonomie in ihrer komplexen Gestalt und multipolaren Struktur; zugleich die Widerlegung und Ablösung der Theorie des Kapitalismus, Sankt Augustin 1994